# Strandesia
Strandesia is een geslacht van kreeftachtigen uit de klasse van de Ostracoda (mosselkreeftjes).

## Soorten
- Strandesia martensi Savatenalinton, 2015
- Strandesia pholpunthini Savatenalinton, 2015